# Front d'Alliberament Bru de Mizoram
El Front d'Alliberament Bru de Mizoram (Bru Liberation Front of Mizoram, BLFM) és una organització armada dels bru formada el 1997 entre els refugiats bru (reang) que havien passat a Tripura el 1996 després d'enfrontaments amb els mizos.
El 2006 es va arribar a un acord amb el govern de Mizoram pel qual 417 quadres de l'organització es rendirien al govern de Mizoram. L'acord fou comunicat pel secretari general de l'organització de refugiats Elvis Chorkhy, del Bru Displaced People's Forum (BDPF). Després de la rendició el govern repatriarà els refugiats.